# Phyllachora pipericola
Phyllachora pipericola är en svampart som beskrevs av Chardón 1934. Phyllachora pipericola ingår i släktet Phyllachora och familjen Phyllachoraceae.   Inga underarter finns listade i Catalogue of Life.